# Beleg van Kannomine
Het Beleg van Kannomine was een slag tijdens de Japanse Sengoku-periode. Het beleg vond plaats in 1554 en was een van de stappen van Takeda Shingen om zijn macht in de provincie Shinano te vergroten. Shingen wist het kasteel te veroveren op Chiku Yoritomo, en zou kort hierop doortrekken naar de kastelen Matsuo en Yoshioka